# Jacques Probst
Pour les articles homonymes, voir Probst.
Jacques Probst, né le 1er août 1951 à Genève en Suisse est un auteur dramatique, metteur en scène et comédien suisse.

## Biographie
Il quitte le collège à l'âge de 16 ans, d'abord marié avec Liliane Tondellier éclairagiste, il se remarie avec Juliana Samarine comédienne.

## Carrière de comédien
Probst a joué dans plus de soixante spectacles, avec une prédilection pour les pièces de Shakespeare, Beckett, Pinter, Behan[Lequel ?], Bond.

## Carrière littéraire
Il est l'auteur, depuis 1966 d'une vingtaine de pièces pour le théâtre, allant du monologue (Torito, Le Banc de touche, La Lettre de New York, Ce qu'a dit Jens Munk à son équipage, Lise l'île...) à des pièces comptant plus de vingt personnages (La Septième Vallée, Sur un Rivage du Lac Léman, On a perdu Ferkap, La Route de Boston).
Ces pièces, dans des mises en scène signées par Philippe Mentha, François Berthet, Charlie Nelson, Roland Sassi, François Marin, Denis Mallefer, Joël Jouanneau, Jean-Pierre Denefve, Liliane Tondellier, Claude Thébert et Probst lui-même, furent représentées en Suisse, France et Belgique.
Pour les monologues, il a travaillé avec des musiciens, parmi lesquels Matthias Desmoulin, Pierre Gauthier, Raul Esmerode, Olivier Magnenat, Maurice Magnoni, Patrick Mamie, Christine Schaller.
Plusieurs de ses pièces ont fait l'objet d'enregistrements pour la Radio Suisse Romande et France Culture.
Il a écrit trois scénarios de films : Le Rapt, d'après la Séparation des Races de Ramuz, une coproduction RTS, TF1, Torito,  et Le Désert comme un jardin pour la réalisatrice Maya Simon.
Sa dernière pièce Coup d'vent sur la jetée D'Eastbourne est en création au Pulloff théâtres à Lausanne en avril 2016.

## Œuvres
- Jamais la mer n'a rampé jusqu'ici – Pajouvertes, 1974.
- La septième vallée – 1976.
- Le Quai - 1979.
- Théâtre 2 – Éd. Noir, 1979.
- Faire la bête – 1982. (Dialogue de film)
- Missaouir la Ville - L’Âge d’Homme, 1983.
- Le Rapt – 1983. (Scénario de cinéma)
- Par-dessus le monde, le chant du muezzin à la pointe du minaret - 1986. (Théâtre)
- La lettre de New York - Favre, 1990.
- Torito – 1991. (Théâtre)
- Le Banc de Touche – L’Aire, 1991.
- Le désert comme un jardin – 1992. (Scénario de cinéma)
- La Route de Boston – L’Âge d’Homme, 1993.
- Sur un rivage du lac Léman – Éd. Trois P’tits Tours, 1998.
- Huit monologues, Orbe, Bernard Campiche éditeur, 2005.
- Coup d'vent sur la jetée d'Easbourne, in Théâtre III Bernard Campiche Editeur 2007

## Récompenses
- 2005 : Prix Pittard de l'Andelyn
- 2006 : Prix Schiller pour Huit monologues, Orbe, Bernard Campiche Éditeur, 2005[1].
- 2009 : Prix culturel de la Fondation Leenaards [2]